# جوش ألكالا
جوش ألكالا (بالإنجليزية: Josh Alcala)‏ هو لاعب كرة قدم أمريكي في مركز الهجوم، ولد في 5 يناير 1984 في أوستن في الولايات المتحدة. لعب مع Crystal Palace Baltimore ‏.